# Ляодунски залив
Ляодунският залив (на китайски: 遼東灣; на пинин: Liáodōng Wān) е голям и плитък морски залив в северната част на Бохайско море, край бреговете на Северен Китай, провинции Хъбей и Ляонин. На югоизток се загражда от Ляодунския полуостров. Вдава се на североизток на 220 km навътре в сушата, ширината на входа му е 175 km, а дълбочината – от 10 до 40 m. В него се вливат четири големи реки: Луанхъ (от югозапад), Далинхъ (от запад), Ляохъ и Хунхъ (от север). Приливите са неправилни полуденонощни с височина до 4,4 m. През зимата в крайбрежните части се появяват плаващи ледове. Бреговете му са гъсто заселени, като най-големите градове и пристанища са Цинхуандао, Инкоу и Далян.